# Rożdżały (województwo łódzkie)
Rożdżały – wieś w Polsce położona w województwie łódzkim, w powiecie sieradzkim, w gminie Warta.
W latach 1975–1998 miejscowość administracyjnie należała do województwa sieradzkiego.
We wsi, otoczony parkiem, dawny dwór Cieleckich zbudowany około 1900 r. We wnętrzu ocalał oryginalny kominek.
 przez Rożdżały przebiega Łódzka Magistrala Rowerowa.

## Zabytki
Według rejestru zabytków Narodowego Instytutu Dziedzictwa na listę zabytków wpisane są obiekty:
- zespół pałacowy, XIX/XX w.:
  - pałac, nr rej.: 390/A z 11.05.1992
  - park, nr rej.: 375 z 31.12.1990